# Bulbophyllum kirroanthum
Bulbophyllum kirroanthum är en orkidéart som beskrevs av Rudolf Schlechter. Bulbophyllum kirroanthum ingår i släktet Bulbophyllum och familjen orkidéer.
Artens utbredningsområde är Sumatera. Inga underarter finns listade i Catalogue of Life.